# Shorttrack-Weltcup 2008/09
Der Shorttrack-Weltcup 2008/09 ging vom 17. Oktober 2008 bis 15. Februar 2009 und wurde in sechs Ländern ausgetragen. Die Saisonhöhepunkte waren die Europameisterschaften 2009 in Turin, die Weltmeisterschaften 2009 in Wien und die Teamweltmeisterschaften 2009 in Heerenveen.

## Austragungsorte
In dieser Saison verteilten sich die Austragungsorte auf drei Kontinente, auf denen jeweils zwei Weltcups ausgetragen wurde. Salt Lake City und Vancouver in Nordamerika; Peking und Nagano in Asien; Sofia und Dresden in Europa.
| Salt Lake City |

| Vancouver |

| Peking |

| Nagano |

| Sofia |

| Dresden |

## Damen

### Weltcup-Übersicht
| Datum                                                                         | Ort            | Disziplin      | Siegerin                                                                        | Zweite                                                                | Dritte                                                                          |
| ----------------------------------------------------------------------------- | -------------- | -------------- | ------------------------------------------------------------------------------- | --------------------------------------------------------------------- | ------------------------------------------------------------------------------- |
| 17. bis 19. Oktober 2008                                                      | Salt Lake City | 500 m          | Wang Meng                                                                       | Liu Qiuhong                                                           | Jessica Gregg                                                                   |
| 17. bis 19. Oktober 2008                                                      | Salt Lake City | 1000 m         | Wang Meng                                                                       | Shin Sae-bom                                                          | Kimberly Derrick                                                                |
| 17. bis 19. Oktober 2008                                                      | Salt Lake City | 1500 m         | Zhou Yang                                                                       | Jung Ba-ra                                                            | Yang Shin-young                                                                 |
| 17. bis 19. Oktober 2008                                                      | Salt Lake City | 1500 m         | Shin Sae-bom                                                                    | Zhou Yang                                                             | Sun Linlin                                                                      |
| 17. bis 19. Oktober 2008                                                      | Salt Lake City | 3000 m Staffel | Volksrepublik ChinaWang Meng Liu Qiuhong Zhang Hui Zhou Yang                    | SüdkoreaShin Sae-bom Yang Shin-young Kim Min-jung Jung Eun-ju         | KanadaAnne Maltais Marianne St-Gelais Jessica Gregg Jessica Hewitt              |
| 17. bis 19. Oktober 2008                                                      | Salt Lake City | Team           | Volksrepublik China                                                             | Südkorea                                                              | Vereinigte Staaten                                                              |
| 24. bis 26. Oktober 2008                                                      | Vancouver      | 500 m          | Wang Meng                                                                       | Marianne St.-Gelais                                                   | Yang Shin-young                                                                 |
| 24. bis 26. Oktober 2008                                                      | Vancouver      | 1000 m         | Wang Meng                                                                       | Liu Qiuhong                                                           | Yang Shin-young                                                                 |
| 24. bis 26. Oktober 2008                                                      | Vancouver      | 1000 m         | Shin Sae-bom                                                                    | Zhou Yang                                                             | Allison Baver                                                                   |
| 24. bis 26. Oktober 2008                                                      | Vancouver      | 1500 m         | Zhou Yang                                                                       | Jung Eun-ju                                                           | Shin Sae-bom                                                                    |
| 24. bis 26. Oktober 2008                                                      | Vancouver      | 3000 m Staffel | Volksrepublik ChinaWang Meng Liu Qiuhong Zhang Hui Zhou Yang                    | SüdkoreaShin Sae-bom Park Seung-hi Kim Min-jung Jung Eun-ju           | KanadaValérie Maltais Marie-Andrée Mendes-Campeau Jessica Gregg Jessica Hewitt  |
| 24. bis 26. Oktober 2008                                                      | Vancouver      | Team           | Volksrepublik China                                                             | Südkorea                                                              | Vereinigte Staaten                                                              |
| 28. bis 30. November 2008                                                     | Peking         | 500 m          | Wang Meng                                                                       | Liu Qiuhong                                                           | Tatjana Borodulina                                                              |
| 28. bis 30. November 2008                                                     | Peking         | 500 m          | Liu Qiuhong                                                                     | Fu Tianyu                                                             | Zhao Nannan                                                                     |
| 28. bis 30. November 2008                                                     | Peking         | 1000 m         | Wang Meng                                                                       | Zhou Yang                                                             | Shin Sae-bom                                                                    |
| 28. bis 30. November 2008                                                     | Peking         | 1500 m         | Jung Eun-ju                                                                     | Zhou Yang                                                             | Allison Baver                                                                   |
| 28. bis 30. November 2008                                                     | Peking         | 3000 m Staffel | Volksrepublik ChinaWang Meng Liu Qiuhong Zhang Hui Zhou Yang                    | SüdkoreaShin Sae-bom Park Seung-hi Kim Min-jung Jung Eun-ju           | ItalienArianna Fontana Cecilia Maffei Katia Zini Lucia Peretti                  |
| 28. bis 30. November 2008                                                     | Peking         | Team           | Volksrepublik China                                                             | Südkorea                                                              | Vereinigte Staaten                                                              |
| 5. bis 7. Dezember 2008                                                       | Nagano         | 500 m          | Wang Meng                                                                       | Liu Qiuhong                                                           | Fu Tianyu                                                                       |
| 5. bis 7. Dezember 2008                                                       | Nagano         | 1000 m         | Wang Meng                                                                       | Liu Qiuhong                                                           | Yang Shin-young                                                                 |
| 5. bis 7. Dezember 2008                                                       | Nagano         | 1500 m         | Kim Min-jung                                                                    | Shin Sae-bom                                                          | Allison Baver                                                                   |
| 5. bis 7. Dezember 2008                                                       | Nagano         | 1500 m         | Shin Sae-bom                                                                    | Katherine Reutter                                                     | Kim Min-jung                                                                    |
| 5. bis 7. Dezember 2008                                                       | Nagano         | 3000 m Staffel | Volksrepublik ChinaWang Meng Liu Qiuhong Zhang Hui Zhou Yang                    | SüdkoreaShin Sae-bom Park Seung-hi Kim Min-jung Yang Shin-young       | KanadaAnne Maltais Kalyna Roberge Jessica Gregg Jessica Hewitt                  |
| 5. bis 7. Dezember 2008                                                       | Nagano         | Team           | Volksrepublik China                                                             | Südkorea                                                              | Vereinigte Staaten                                                              |
| 16. Januar bis 18. Januar 2009 Shorttrack-Europameisterschaften 2009 in Turin |                |                |                                                                                 |                                                                       |                                                                                 |
| 6. bis 8. Februar 2009                                                        | Sofia          | 500 m          | Jessica Gregg                                                                   | Arianna Fontana                                                       | Meng Xiaoxue                                                                    |
| 6. bis 8. Februar 2009                                                        | Sofia          | 1000 m         | Wang Meng                                                                       | Liu Qiuhong                                                           | Kalyna Roberge                                                                  |
| 6. bis 8. Februar 2009                                                        | Sofia          | 1000 m         | Kim Min-Jung                                                                    | Liu Qiuhong                                                           | Kimberly Derrick                                                                |
| 6. bis 8. Februar 2009                                                        | Sofia          | 1500 m         | Jung Eun-ju                                                                     | Katherine Reutter                                                     | Zhou Yang                                                                       |
| 6. bis 8. Februar 2009                                                        | Sofia          | 3000 m Staffel | KanadaAnne Maltais Kalyna Roberge Jessica Gregg Jessica Hewitt                  | ItalienArianna Fontana Cecilia Maffei Martina Valcepina Lucia Peretti | Vereinigte StaatenKatherine Reutter Kimberly Derrick Lana Gehring Jessica Smith |
| 6. bis 8. Februar 2009                                                        | Sofia          | Team           | Volksrepublik China                                                             | Kanada                                                                | Südkorea                                                                        |
| 13. bis 15. Februar 2009                                                      | Dresden        | 500 m          | Tatiana Borodulina                                                              | Fu Tianyu                                                             | Arianna Fontana                                                                 |
| 13. bis 15. Februar 2009                                                      | Dresden        | 500 m          | Tatiana Borodulina                                                              | Arianna Fontana                                                       | Ewgenija Radanowa                                                               |
| 13. bis 15. Februar 2009                                                      | Dresden        | 1000 m         | Kimberly Derrick                                                                | Katherine Reutter                                                     | Jung Eun-ju                                                                     |
| 13. bis 15. Februar 2009                                                      | Dresden        | 1500 m         | Kim Min-jung                                                                    | Katherine Reutter                                                     | Jung Eun-ju                                                                     |
| 13. bis 15. Februar 2009                                                      | Dresden        | 3000 m Staffel | Vereinigte StaatenKatherine Reutter Kimberly Derrick Lana Gehring Jessica Smith | ItalienArianna Fontana Cecilia Maffei Martina Valcepina Katia Zini    | SüdkoreaShin Sae-bom Park Seung-hi Kim Min-jung Jung Eun-ju                     |
| 13. bis 15. Februar 2009                                                      | Dresden        | Team           | Vereinigte Staaten                                                              | Südkorea                                                              | Italien                                                                         |
| 6. März bis 8. März 2009 Shorttrack-Weltmeisterschaften 2009 in Wien          |                |                |                                                                                 |                                                                       |                                                                                 |
| 14. und 15. März 2009 Shorttrack-Teamweltmeisterschaften 2009 in Heerenveen   |                |                |                                                                                 |                                                                       |                                                                                 |

### Weltcupstand Damen
| Rang | Name               | Punkte |
| ---- | ------------------ | ------ |
| 1    | Wang Meng          | 4010   |
| 2    | Liu Qiuhong        | 3810   |
| 3    | Tatjana Borodulina | 3808   |
| 4    | Fu Tianyu          | 3776   |
| 5    | Arianna Fontana    | 2798   |
| 6    | Jessica Gregg      | 2463   |
| 7    | Ewgenija Radanowa  | 1876   |
| 8    | Yang Shin-young    | 1777   |

| Rang | Name              | Punkte |
| ---- | ----------------- | ------ |
| 1    | Wang Meng         | 5000   |
| 2    | Liu Qiuhong       | 3712   |
| 3    | Kimberly Derrick  | 3109   |
| 4    | Shin Sae-bom      | 3007   |
| 5    | Zhou Yang         | 2010   |
| 6    | Katherine Reutter | 1978   |
| 7    | Jung Eun-ju       | 1740   |
| 8    | Zhang Hui         | 1720   |

| Rang | Name              | Punkte |
| ---- | ----------------- | ------ |
| 1    | Zhou Yang         | 4650   |
| 2    | Shin Sae-bom      | 4178   |
| 3    | Kim Min-jung      | 3890   |
| 4    | Jung Eun-ju       | 3866   |
| 5    | Katherine Reutter | 3502   |
| 6    | Allison Baver     | 3042   |
| 7    | Kimberly Derrick  | 1746   |
| 8    | Mika Ozawa        | 1508   |

| Rang | Team                | Punkte |
| ---- | ------------------- | ------ |
| 1    | Volksrepublik China | 4000   |
| 2    | Südkorea            | 3200   |
| 3    | Kanada              | 2920   |
| 4    | Vereinigte Staaten  | 2664   |
| 5    | Italien             | 2650   |
| 6    | Ungarn              | 1460   |
| 7    | Niederlande         | 1364   |
| 8    | Japan               | 1342   |

| Rang | Team                | Punkte |
| ---- | ------------------- | ------ |
| 1    | Volksrepublik China | 3000   |
| 2    | Südkorea            | 2400   |
| 3    | Vereinigte Staaten  | 1920   |
| 4    | Kanada              | 1536   |
| 5    | Italien             | 1082   |
| 6    | Bulgarien           | 0872   |
| 7    | Russland            | 0763   |
| 8    | Japan               | 0606   |
| 8    | Niederlande         | 0606   |

## Herren

### Weltcup-Übersicht
| Datum                                                                         | Ort            | Disziplin      | Sieger                                                                         | Zweite                                                                              | Dritte                                                                          |
| ----------------------------------------------------------------------------- | -------------- | -------------- | ------------------------------------------------------------------------------ | ----------------------------------------------------------------------------------- | ------------------------------------------------------------------------------- |
| 17. bis 19. Oktober 2008                                                      | Salt Lake City | 500 m          | Sung Si-bak                                                                    | Charles Hamelin                                                                     | François-Louis Tremblay                                                         |
| 17. bis 19. Oktober 2008                                                      | Salt Lake City | 1000 m         | Kwak Yoon-gy                                                                   | Lee Ho-suk                                                                          | Lee Jung-su                                                                     |
| 17. bis 19. Oktober 2008                                                      | Salt Lake City | 1500 m         | Sung Si-bak                                                                    | Charles Hamelin                                                                     | Jeff Simon                                                                      |
| 17. bis 19. Oktober 2008                                                      | Salt Lake City | 1500 m         | Lee Jung-su                                                                    | Lee Ho-suk                                                                          | Apolo Anton Ohno                                                                |
| 17. bis 19. Oktober 2008                                                      | Salt Lake City | 5000 m Staffel | SüdkoreaSung Si-bak Lee Jung-su Lee Ho-suk Kwak Yoon-gy                        | Vereinigte StaatenApolo Anton Ohno Jeff Simon Anthony Lobello Travis Jayner         | KanadaFrançois-Louis Tremblay Charles Hamelin Olivier Jean Remi Beaulieu-Tinker |
| 17. bis 19. Oktober 2008                                                      | Salt Lake City | Team           | Südkorea                                                                       | Kanada                                                                              | Vereinigte Staaten                                                              |
| 24. bis 26. Oktober 2008                                                      | Vancouver      | 500 m          | Lee Ho-suk                                                                     | François-Louis Tremblay                                                             | Kwak Yoon-gy                                                                    |
| 24. bis 26. Oktober 2008                                                      | Vancouver      | 1000 m         | Charles Hamelin                                                                | Anthony Lobello                                                                     | François Hamelin                                                                |
| 24. bis 26. Oktober 2008                                                      | Vancouver      | 1000 m         | Lee Jung-su                                                                    | Michael Gilday                                                                      | Remi Beaulieu-Tinker                                                            |
| 24. bis 26. Oktober 2008                                                      | Vancouver      | 1500 m         | Lee Jung-su                                                                    | Sung Si-bak                                                                         | Jeff Simon                                                                      |
| 24. bis 26. Oktober 2008                                                      | Vancouver      | 5000 m Staffel | Vereinigte StaatenApolo Anton Ohno Jeff Simon Anthony Lobello John Celski      | KanadaFrançois-Louis Tremblay Charles Hamelin François Hamelin Remi Beaulieu-Tinker | Vereinigtes KönigreichOliver Horsepool Paul Worth Jon Eley Paul Stanley         |
| 24. bis 26. Oktober 2008                                                      | Vancouver      | Team           | Südkorea                                                                       | Kanada                                                                              | Vereinigte Staaten                                                              |
| 28. bis 30. November 2008                                                     | Peking         | 500 m          | Charles Hamelin                                                                | François-Louis Tremblay                                                             | Wang Hong Yang                                                                  |
| 28. bis 30. November 2008                                                     | Peking         | 500 m          | Olivier Jean                                                                   | Sung Si-bak                                                                         | Sui Baoku                                                                       |
| 28. bis 30. November 2008                                                     | Peking         | 1000 m         | Lee Ho-suk                                                                     | Kwak Yoon-gy                                                                        | Charles Hamelin                                                                 |
| 28. bis 30. November 2008                                                     | Peking         | 1500 m         | Sung Si-bak                                                                    | Olivier Jean                                                                        | Park Jin-hwan                                                                   |
| 28. bis 30. November 2008                                                     | Peking         | 5000 m Staffel | Vereinigte StaatenApolo Anton Ohno Jeff Simon Anthony Lobello Charles Leveille | KanadaMichael Gilday Charles Hamelin François Hamelin Olivier Jean                  | Volksrepublik ChinaHan Jialiang Song Weilong Li Ye Sui Baoku                    |
| 28. bis 30. November 2008                                                     | Peking         | Team           | Kanada                                                                         | Südkorea                                                                            | Volksrepublik China                                                             |
| 5. bis 7. Dezember 2008                                                       | Nagano         | 500 m          | Sung Si-bak                                                                    | Han Jialiang                                                                        | Thibaut Fauconnet                                                               |
| 5. bis 7. Dezember 2008                                                       | Nagano         | 1000 m         | Lee Ho-suk                                                                     | Kwak Yoon-gy                                                                        | Charles Hamelin                                                                 |
| 5. bis 7. Dezember 2008                                                       | Nagano         | 1500 m         | Lee Jung-su                                                                    | Sung Si-bak                                                                         | François-Louis Tremblay                                                         |
| 5. bis 7. Dezember 2008                                                       | Nagano         | 1500 m         | Lee Ho-suk                                                                     | Charles Hamelin                                                                     | Olivier Jean                                                                    |
| 5. bis 7. Dezember 2008                                                       | Nagano         | 5000 m Staffel | KanadaFrançois-Louis Tremblay Charles Hamelin François Hamelin Olivier Jean    | SüdkoreaSung Si-bak Lee Jung-su Lee Ho-suk Kwak Yoon-gy                             | Volksrepublik ChinaHan Jialiang Song Weilong Li Ye Sui Baoku                    |
| 5. bis 7. Dezember 2008                                                       | Nagano         | Team           | Südkorea                                                                       | Kanada                                                                              | Volksrepublik China                                                             |
| 16. Januar bis 18. Januar 2009 Shorttrack-Europameisterschaften 2009 in Turin |                |                |                                                                                |                                                                                     |                                                                                 |
| 6. bis 8. Februar 2009                                                        | Sofia          | 500 m          | François-Louis Tremblay                                                        | Jon Eley                                                                            | Jeff Simon                                                                      |
| 6. bis 8. Februar 2009                                                        | Sofia          | 1000 m         | Kwak Yoon-gy                                                                   | Lee Jung-su                                                                         | François-Louis Tremblay                                                         |
| 6. bis 8. Februar 2009                                                        | Sofia          | 1000 m         | Lee Ho-suk                                                                     | Jordan Malone                                                                       | Lee Jung-su                                                                     |
| 6. bis 8. Februar 2009                                                        | Sofia          | 1500 m         | Lee Ho-suk                                                                     | Sung Si-bak                                                                         | Charles Hamelin                                                                 |
| 6. bis 8. Februar 2009                                                        | Sofia          | 5000 m Staffel | KanadaFrançois-Louis Tremblay Charles Hamelin François Hamelin Olivier Jean    | Volksrepublik ChinaHan Jialiang Song Weilong Liu Xianwei Sui Baoku                  | DeutschlandSebastian Praus Tyson Heung Paul Herrmann Robert Becker              |
| 6. bis 8. Februar 2009                                                        | Sofia          | Team           | Südkorea                                                                       | Kanada                                                                              | Vereinigte Staaten                                                              |
| 13. bis 15. Februar 2009                                                      | Dresden        | 500 m          | Lee Ho-suk                                                                     | Kwak Yoon-gy                                                                        | Nicola Rodigari                                                                 |
| 13. bis 15. Februar 2009                                                      | Dresden        | 500 m          | Anthony Lobello                                                                | Jon Eley                                                                            | Satoshi Sakashita                                                               |
| 13. bis 15. Februar 2009                                                      | Dresden        | 1000 m         | Lee Ho-suk                                                                     | John Celski                                                                         | Yuri Confortola                                                                 |
| 13. bis 15. Februar 2009                                                      | Dresden        | 1500 m         | John Celski                                                                    | Yuri Confortola                                                                     | Remi Beaulieu-Tinker                                                            |
| 13. bis 15. Februar 2009                                                      | Dresden        | 5000 m Staffel | Volksrepublik ChinaHan Jialiang Song Weilong Liu Xianwei Sui Baoku             | SüdkoreaPark Jin-hwan Lee Jung-su Lee Ho-suk Kwak Yoon-gy                           | DeutschlandSebastian Praus Tyson Heung Paul Herrmann Robert Becker              |
| 13. bis 15. Februar 2009                                                      | Dresden        | Team           | Südkorea                                                                       | Vereinigte Staaten                                                                  | Italien                                                                         |
| 6. März bis 8. März 2009 Shorttrack-Weltmeisterschaften 2009 in Wien          |                |                |                                                                                |                                                                                     |                                                                                 |
| 14. und 15. März 2009 Shorttrack-Teamweltmeisterschaften 2009 in Heerenveen   |                |                |                                                                                |                                                                                     |                                                                                 |

### Weltcupstand Herren
| Rang | Name                    | Punkte |
| ---- | ----------------------- | ------ |
| 1    | François-Louis Tremblay | 3568   |
| 2    | Sung Si-bak             | 3480   |
| 3    | Jon Eley                | 2558   |
| 4    | Kwak Yoon-gy            | 2159   |
| 5    | Lee Ho-suk              | 2055   |
| 6    | Thibaut Fauconnet       | 1860   |
| 7    | Anthony Lobello         | 1824   |
| 8    | Charles Hamelin         | 1800   |

| Rang | Name                    | Punkte |
| ---- | ----------------------- | ------ |
| 1    | Lee Ho-suk              | 5010   |
| 2    | Kwak Yoon-gy            | 4118   |
| 3    | Lee Jung-su             | 3080   |
| 4    | Charles Hamelin         | 2448   |
| 5    | Apolo Anton Ohno        | 1812   |
| 6    | Anthony Lobello         | 1670   |
| 7    | John Celski             | 1566   |
| 8    | François-Louis Tremblay | 1480   |

| Rang | Name            | Punkte |
| ---- | --------------- | ------ |
| 1    | Sung Si-bak     | 4400   |
| 2    | Lee Jung-su     | 3984   |
| 3    | Lee Ho-suk      | 2800   |
| 4    | Charles Hamelin | 2240   |
| 5    | Park Jin-hwan   | 2221   |
| 6    | John Celski     | 2009   |
| 7    | Sui Baoku       | 1814   |
| 8    | Olivier Jean    | 1751   |

| Rang | Team                   | Punkte |
| ---- | ---------------------- | ------ |
| 1    | Kanada                 | 3600   |
| 2    | Vereinigte Staaten     | 3210   |
| 3    | Südkorea               | 3112   |
| 4    | Volksrepublik China    | 3080   |
| 5    | Deutschland            | 2120   |
| 6    | Vereinigtes Königreich | 1624   |
| 7    | Japan                  | 1500   |
| 8    | Italien                | 1292   |

| Rang | Team                   | Punkte |
| ---- | ---------------------- | ------ |
| 1    | Südkorea               | 2800   |
| 2    | Kanada                 | 2600   |
| 3    | Vereinigte Staaten     | 1792   |
| 4    | Volksrepublik China    | 1562   |
| 5    | Japan                  | 1332   |
| 6    | Italien                | 0918   |
| 7    | Deutschland            | 0640   |
| 8    | Vereinigtes Königreich | 0598   |